# クイーンニーナ
クイーンニーナは、ブドウの栽培品種の一つである。育成者は国立研究開発法人農業・食品産業技術総合研究機構で、2011年3月18日に品種登録された。

## 概要
安芸津20号（紅瑞鳳×白峰）に安芸クイーンを交配した4倍体品種で、果皮は赤色。平均1粒重が17gと非常に大果で、糖度も平均21度と非常に高い。一方、皮ごと食べることはできず、果皮と果肉の分離性はやや難であることから、少し食べにくい。収穫期は巨峰よりも1週間程度遅い。
令和元年度産特産果樹生産動態等調査によると全国の栽培面積は41.9haであり、長野県が19.3ha、山梨県が10.0ha、愛知県が4.4haである。栽培面積が拡大しつつあり、大粒系の赤果皮品種では赤嶺に次ぐ第２位の栽培面積となっている。